# Aeroportul Fort Nelson
Aeroportul Fort Nelson (IATA: YYE, ICAO: CYYE) este un aeroport din Fort Nelson⁠(d), Northern Rockies Regional Municipality⁠(d), Columbia Britanică, Canada. Aeroportul a fost tranzitat în 2012 de 67.550 de pasageri.
Situat la o altitudine de 382 m, aeroportul dispune de o singură pistă.